# توساکیلاس
توساکیلاس (به اسپانیایی: Tusaquillas) یک منطقهٔ مسکونی در آرژانتین است که در ایالت خوخوی واقع شده‌است.